# Ghostbusters (Lied)
Ghostbusters ist ein Lied des US-amerikanischen Musikers Ray Parker, Jr. aus dem Jahr 1984. Es ist das Titellied des Films Ghostbusters – Die Geisterjäger und avancierte zum weltweiten Nummer-eins-Hit.

## Entstehung und Veröffentlichung
Getextet, komponiert und produziert wurde das Lied alleine vom Interpreten selbst.
Die Erstveröffentlichung von Ghostbusters erfolgte im Juni 1984 bei Arista Records. Das Lied erschien im gleichen Monat als Single sowie als Teil des Soundtracks zum gleichnamigen Film am 8. Juni 1984 (Katalognummer: 206 497). Die Single erschien unter anderem als 7″-Single mit einem Instrumental als B-Seite (Katalognummer: AS 1-9212).

## Plagiatsvorwurf
Huey Lewis verklagte Columbia Pictures aufgrund der Ähnlichkeiten mit dem Lied I Want a New Drug von Huey Lewis & the News. Man einigte sich außergerichtlich gegen Zahlungen an Lewis.
In einem Artikel des Premiere Magazine gaben die Filmproduzenten später zu, das Lied I Want a New Drug zunächst als Hintergrundmusik für zahlreiche Szenen verwendet zu haben. Sie gaben ferner an, Huey Lewis & The News angeboten zu haben, das Hauptthema für den Film zu schreiben, was die Gruppe jedoch abgelehnt habe. Um ihn angesichts des Zeitdrucks beim Schreiben des Titelliedes zu unterstützen, hätten sie Ray Parker, Jr. daraufhin mit Ausschnitten aus dem Film versorgt, die noch die Musik von Huey Lewis & The News enthielten.

## Musikvideo
Das Musikvideo inszenierte der Filmregisseur Ivan Reitman. Neben Ray Parker, Jr. sowie den vier Ghostbusters-Darstellern Bill Murray, Dan Aykroyd, Harold Ramis und Ernie Hudson sind in Cameo-Auftritten auch Chevy Chase, Irene Cara, John Candy, Melissa Gilbert, Ollie E. Brown, Jeffrey Tambor, George Wendt, Al Franken, Danny DeVito, Carly Simon, Peter Falk und Teri Garr zu sehen. Das Video wurde auf YouTube mehr als 99 Millionen Mal abgerufen (Stand: März 2025).

## Rezeption
1985 wurde Ghostbusters in der Kategorie „Bester Song“ für den Oscar nominiert, verlor aber gegen Stevie Wonders I Just Called to Say I Love You. Dafür gab es einen Grammy für die „Beste Instrumentaldarbietung – Pop“.
2017 wurde das Lied als Abspanntitel für die Folge Kapitel zwei: Süßes oder Saures, Freak in der Netflix-Serie Stranger Things benutzt.

## Kommerzieller Erfolg

### Chartplatzierungen
| ChartsChartplatzierungen       | Höchstplatzierung | Wochen/ Monate |
| ------------------------------ | ----------------- | -------------- |
| Deutschland (GfK)              | 4 (22 Wo.)        | 22 Wo.         |
| Österreich (Ö3)                | 8 (4 Mt.)         | 4 Mt.          |
| Schweiz (IFPI)                 | 3 (18 Wo.)        | 18 Wo.         |
| Vereinigte Staaten (Billboard) | 1 (25 Wo.)        | 25 Wo.         |
| Vereinigtes Königreich (OCC)   | 2 (47 Wo.)        | 47 Wo.         |

| ChartsJahrescharts (1984)      | Platzierung |
| ------------------------------ | ----------- |
| Deutschland (GfK)              | 39          |
| Schweiz (IFPI)                 | 12          |
| Vereinigte Staaten (Billboard) | 9           |

### Auszeichnungen für Musikverkäufe
| Land/Region                  | Auszeichnungen für Musikverkäufe (Land/Region, Auszeichnung, Verkäufe) | Verkäufe  |
| ---------------------------- | ---------------------------------------------------------------------- | --------- |
| Dänemark (IFPI)              | Gold                                                                   | 45.000    |
| Frankreich (SNEP)            | Platin                                                                 | 1.000.000 |
| Kanada (MC)                  | Platin                                                                 | 100.000   |
| Neuseeland (RMNZ)            | Gold                                                                   | 10.000    |
| Vereinigte Staaten (RIAA)    | Gold                                                                   | 1.000.000 |
| Vereinigtes Königreich (BPI) | Platin                                                                 | 600.000   |
| Insgesamt                    | 3× Gold · 3× Platin ·                                                  | 2.755.000 |

## Coverversionen
In den Folgejahren erschienen mehrere Neuauflagen bzw. Coverversionen des Titels, unter anderem von Run-D.M.C. (für Ghostbusters II, siehe Ghostbusters II (Soundtrack)), The Ventures, The Rasmus, Bowling for Soup (für Solange du da bist) und Mickael Turtle. Xentrix veröffentlichte 1990 eine Metal-Version als Single. Der Rapper Mistah F.A.B. verwendete Samples in seiner Single Ghost Ride It. Für die Ghostbusters-Neuverfilmung wurde es von Fall Out Boy (feat. Missy Elliott) gesungen. Das TIME magazine fand die Version „nightmare-inducing“ (Alptraum auslösend) und die Los Angeles Times „hauntingly bad“ (gruselig schlecht).
Seit Dezember 2017 verwendet Dacia die Melodie des Liedes mit der leicht abgeänderten Titelzeile („Go Duster“) in Werbespots für den Dacia Duster.